# Jólasveinar
Jólasveinar ['jouːlaˌsvεiˑnar̥] (deutsch Weihnachtsgesellen) sind die isländischen Weihnachtsmänner oder Weihnachtstrolle, 13 grobe, raue Gesellen. Heutzutage bringen sie aber auch Geschenke und tragen rote Mäntel.

## Brauchtum
Die Jólasveinar (vom Isländischen jól für Weihnachten) kommen ab dem 12. Dezember aus den Bergen zu den Menschen. Jeden Tag kommt einer hinzu, bis am aðfangadagskvöld („Anfangstagsabend“, Heiliger Abend) alle zusammen sind. Den braven Kindern legen sie ein Geschenk in den vor das Fenster gelegten Stiefel, den anderen eine faule Kartoffel. Nach dem Heiligabend geht täglich wieder einer zurück, bis an þrettándinn (dem 13. Weihnachtstag/Heilige Drei Könige, 6. Januar) alle wieder verschwunden sind.
Ihre Mutter ist das Trollweib Grýla und Leppalúði ihr Vater. Ursprünglich brachten sie keine Geschenke, sondern stahlen hier und dort etwas Essbares und ärgerten die Menschen. Grýla ist eine Schreckgestalt, der nachgesagt wird, dass sie am liebsten unartige Kinder fresse. Zu ihren Hausgenossen gehört auch jólakötturinn (die Weihnachtskatze). Sie frisst faule Leute, die nicht alle Wolle vom Herbst verarbeitet hatten. Die Fleißigen bekommen zu Weihnachten jólaföt (Weihnachtskleidung), etwas zum Anziehen.
Der Rest vom Kochen waren zusätzliche Happen für die Kinder, Stúfur, Þvörusleikir und Pottaskefill machen sie ihnen streitig. Jeder Bewohner im Haus hatte seinen persönlichen Askur (hölzernen Essnapf) mit einem Klappdeckel. Nicht jeden Tag wurde warmes Essen gekocht. In den alten Zeiten waren „Kerti og Spil“ (eine Talgkerze und ein Kartenspiel) gebräuchliche Weihnachtsgeschenke für die Kinder.
Die Taten der Weihnachtskerle werden in einem bekannten Gedicht von Jóhannes úr Kötlum (1899–1972) beschrieben. In Island gibt es 13-seitige Adventskalender. Das Weihnachtslied Jólasveinar einn og átta („Weihnachtsmänner einer und acht“) erzählt von nur neun Weihnachtsgesellen. In anderen Texten werden seltener auch andere Namen für sie genannt.

## Liste der Jólasveinar
| Kommt        | Geht         | Isländisch   | Aussprache          | Deutsch                                                                  |
| 12. Dezember | 25. Dezember | Stekkjastaur | ['stεhcaˌstœyr̥]     | Pferchpfosten, ist dürr und steif, klaut Milch der Mutterschafe im Stall |
| 13. Dezember | 26. Dezember | Giljagaur    | ['cɪljaˌkœyr̥]       | Schluchtenkobold, nascht vom Milchschaum im Kuhstall                     |
| 14. Dezember | 27. Dezember | Stúfur       | ['stuːvʏr̥]          | Knirps, der Kleine liebt die angebrannten Reste in der Pfanne            |
| 15. Dezember | 28. Dezember | Þvörusleikir | ['θvœːrʏˌslεiˑcɪr̥]  | Kochlöffellecker, vergreift sich am Kochgeschirr                         |
| 16. Dezember | 29. Dezember | Pottaskefill | ['pʰɔhtaˌscεːvɪtl̥]  | Topfschaber, leckt die Kochtöpfe leer                                    |
| 17. Dezember | 30. Dezember | Askasleikir  | ['askaˌslεiˑcɪr̥]    | Essnapflecker, versucht die stehengelassenen Essnäpfe zu mopsen          |
| 18. Dezember | 31. Dezember | Hurðaskellir | ['hʏrðaˌscεtlɪr̥]    | Türzuschläger, ärgert durch Lärm die Leute                               |
| 19. Dezember | 1. Januar    | Skyrgámur    | ['scɪ:rˌkauˑmʏr̥]    | Skyr-Gierschlund, labt sich am isländischen Milchprodukt Skyr            |
| 20. Dezember | 2. Januar    | Bjúgnakrækir | ['pjuknaˌkʰraiˑcɪr̥] | Wurststibitzer, angelt die geräucherten Würste aus dem Rauchfang         |
| 21. Dezember | 3. Januar    | Gluggagægir  | ['klʏkːaˌcaiˑjɪr̥]   | Fensterglotzer, späht mit großen Augen in die warmen Stuben              |
| 22. Dezember | 4. Januar    | Gáttaþefur   | ['kauhtaˌθεˑvʏr̥]    | Türschlitzschnüffler, ihn erkennt man an seiner langen Nase              |
| 23. Dezember | 5. Januar    | Ketkrókur    | ['cʰε:tʰˌkʰrouˑkʏr̥] | Fleischkraller, holt sich seinen Teil vom Weihnachtsbraten               |
| 24. Dezember | 6. Januar    | Kertasníkir  | [cʰεr̥taˌsniˑcɪr̥]    | Kerzenschnorrer, hat es auf die Talgkerzen abgesehen                     |